# Aust-Agder
Aust-Agder ou Agder Oriental foi um condado da Noruega, com 9 211 km² de área e 103 596 habitantes. O condado fazia fronteira com os condados Telemark, Rogaland e Vest-Agder.

## Comunas
|  | 1. Åmli 2. Arendal 3. Bygland 4. Birkenes 5. Bykle 6. Evje og Hornnes 7. Froland 8. Gjerstad 9. Grimstad 10. Iveland 11. Lillesand 12. Risør 13. Tvedestrand 14. Valle (Noruega) 15. Vegårshei |